# Инторсура
Инторсура (рум. Întorsura) — комуна у повіті Долж в Румунії. До складу комуни входить єдине село Инторсура.
Комуна розташована на відстані 204 км на захід від Бухареста, 30 км на південний захід від Крайови.

## Населення
У 2009 року у комуні проживали 1542 особи.

## Зовнішні посилання
- Дані про комуну Инторсура на сайті Ghidul Primăriilor [Архівовано 10 жовтня 2009 у Wayback Machine.]